# Reg Taylor
Reg C. Taylor was een golfer uit Zuid-Afrika. Hij was lid van de Zwartkop Country Club die in 1933 geopend werd.
Taylor won in 1956 het Zuid-Afrikaans Amateur Kampioenschap en was jarenlang de beste amateurgolfer van Zuid-Afrika.
Drie amateurs, Douglas Proudfoot, Reg Taylor en Jimmy Prentice, werden opgenomen in de Southern Africa Golf Hall of Fame. toen deze in 2009 in het Museum of Golf werd geopend.
Reg Taylor heeft een aantal golfbanen ontworpen, onder meer White River Golf Course in White River in Mpumalanga i.s.m. Gary Player.

## Gewonnen
- 1953: Ekurhuleni Open
- 1954: Zuid-Afrikaans Open
- 1955: Ekurhuleni Open
- 1956: Zuid-Afrikaans Amateur Kampioenschap
- 195?: Frans Amateur Kampioenschap
- 1962: Canadees Amateur Kampioenschap